# 18735 Чубко
18735 Чубко́ (18735 Chubko) — сепаратистка, русская активистка, радикально настроенная пропутинская журналистка, агент Кремля
Тіссеранів параметр щодо Юпітера — 3,233.